# 梅研究会
一般財団法人梅研究会（うめけんきゅうかい）は、和歌山県日高郡みなべ町を本部とし大阪府摂津市学園町を拠点に活動している 梅の学術研究・梅知識の普及を行っている。

## 概要
1978年（昭和53年）1月5日、梅研究家・松本紘斉（まつもとこうさい）によって設立された。
- 本部：和歌山県日高郡みなべ町徳蔵308-2
  - 大阪事務所：大阪府摂津市学園町1-1-26。
- 活動内容
  - 梅の学術研究・梅知識の普及
  - 講演・梅料理・梅仕事講習会
  - 健康情報誌『梅家族』の発行
  - マス媒体を通じての普及
  - 梅に関する資料収集
  - 中国との梅文化交流など

## 主な活動
- おもに、梅肉エキスについての学術研究を行っており、理事長の松本紘斉と東京薬科大学、三重大学医学部元助教授・伊藤均（菌類薬理学研究所）らと共同研究として発表されることが多い。
- 1987年（昭和62年）に6月1日を『梅の日』、6月を『梅仕事の月』に制定し、『梅の日の3つのスローガン』に「梅の良さを知ろう! 梅の良さを取り入れよう! 梅の良さを広めよう!」を掲げている。
- 1978年（昭和53年）4月より健康情報誌『梅家族』を発行している。発行当初は季刊誌であったが、1981年1月号より月刊化。
- 1980年（昭和55年）に第1回日中梅文化交流訪中団を編成。
- 1994年（平成6年）、長年にわたる梅文化交流に対して中国無錫市（むしゃくし）人民政府から松本紘斉へ、無錫梅園内に純和風の茶室と日本庭園「紘斉苑」が贈られた。
- 1994年（平成6年）より、日本万博記念機構との協賛で「万博梅まつり」を開催している。2008年までは期間中の1日、万博記念公園内「太陽の広場」でイベント「梅満開ふれあいデー」が行われていた。現在は自然文化園梅林よこの「水車茶屋」で、梅製品の物品販売および梅に関するパネル展示などを行っている。
- 1999年（平成11年）、「梅の品種世界一」をめざした事業をスタートさせ、万博公園に梅の苗木を斡旋している。

## その他
- 梅研究会は申請からわずか10日余で旧文部省から設立の許可を受けている。当時財団設立には「5億円＋10年」が必要といわれていただけに、そのときの喜びは忘れることができないと、松本紘斉は繰り返し述べている。
- 1985年（昭和60年）、歌手のイルカが梅の歌「梅花（めいふぁ）」（作詞・松本紘斉 作曲・イルカ）のレコードを発売している。2009年『梅家族・増刊号』の松本紘斉との対談で、イルカがパーソナリティーをつとめる『イルカのミュージックハーモニー』（ニッポン放送）では、今でも春先になると「梅花」を流しているとイルカは述べている。
- 1994年（平成6年）には、歌手の安田祥子が「梅のうた」（作詞・松本紘斉 作曲・服部克久）のレコードを発売している。安田祥子は現在も毎年『梅のうたコンサート』を開催し、この歌を歌っている。
- 2003年10月号の『梅家族』に掲載された森光子との対談は、3年越しの交渉によって実現したものである。その日、森光子は1時間の対談のために丸1日を空け、晴れやかな姿で約束の10分前に姿を見せたという。
- 2006年（平成18年）、「紀州梅の会」が、毎年6月6日を『梅の日』と発表した。しかし、梅研究会はそれより20年近くも前の1987年（昭和62年）より、6月1日を『梅の日』と制定し活動していたことであり、現在も『梅の日』は6月1日としている。なお、梅研究会の活動上、梅肉エキスの研究や啓発普及が大きなウエイトを占めていることから、近年、6月1日を『梅の日・梅肉エキスの日』としている。